# برايان أوليفر (منافس ألعاب قوى)
برايان أوليفر (بالإنجليزية: Brian Oliver) هو منافس ألعاب قوى أسترالي، ولد في 26 سبتمبر 1930 في نورثام في أستراليا، وتوفي في 20 أكتوبر 2015 في برث في أستراليا.

## وصلات خارجية
- برايان أوليفر على موقع الاتحاد الدولي لألعاب القوى (الإنجليزية)
- برايان أوليفر على موقع النتائج التاريخية لألعاب القوى الأسترالية (الإنجليزية)
- برايان أوليفر على موقع أوليمبيديا (الإنجليزية)
- برايان أوليفر على موقع اتحاد ألعاب الكومنولث (مؤرشف) (الإنجليزية)